# Erich Priebke
Erich Ernst Bruno Priebke (Hennigsdorf, 29 luglio 1913 – Roma, 11 ottobre 2013) è stato un militare e criminale di guerra tedesco, agente della Gestapo e capitano delle SS durante la seconda guerra mondiale.
In Italia è stato condannato all'ergastolo per aver partecipato alla pianificazione e alla realizzazione dell'eccidio delle Fosse Ardeatine.

## Biografia

### Infanzia e gioventù
Nato a Hennigsdorf, una piccola cittadina tedesca a nord ovest di Berlino, da adolescente, a causa della prematura morte dei suoi genitori, Erich Ernst Bruno Priebke fu cresciuto principalmente da uno zio e incominciò molto presto a lavorare, per guadagnarsi da vivere, come cameriere prima a Berlino, poi a Londra e infine a Sanremo.

### La carriera militare
Nel 1933 aderì al Partito Nazionalsocialista dei Lavoratori Tedeschi e nel 1936 entrò a far parte della Gestapo, la polizia segreta del Terzo Reich.
Nel corso della seconda guerra mondiale rimase sempre in Italia dove, assieme ad altri militari tedeschi, partecipò al coordinamento delle tattiche e delle strategie che il Terzo Reich avrebbe dovuto adottare nella Penisola. A partire dal febbraio del 1941, grazie anche alla sua conoscenza della lingua italiana, venne inquadrato come interprete presso l'Ambasciata tedesca a Roma.
Nel 1942 venne messo a capo della sezione della Gestapo di stanza a Brescia e, l'anno dopo, fece rientro a Roma, dove venne posto, con il grado di Hauptsturmführer (capitano) delle SS, sotto il diretto comando dell'Obersturmbannführer (tenente colonnello) Herbert Kappler, comandante del Servizio di sicurezza tedesco (SD) di Roma.

### L'eccidio delle Fosse Ardeatine
Poco dopo l'armistizio dell'8 settembre 1943, firmato cinque giorni prima a Cassibile, la Wehrmacht assunse il controllo effettivo della città di Roma e, fin dai primi giorni, vari gruppi di resistenza formati da civili si costituirono nella capitale, intenzionati a reagire con le armi e con azioni che avessero un forte valore simbolico.
Il 23 marzo del 1944 un gruppo di uomini dei Gruppi di Azione Patriottica (GAP), unità partigiane del Partito Comunista Italiano, preparò un attentato contro un reparto delle forze d'occupazione tedesche, l'11ª Compagnia del III Battaglione del Polizeiregiment "Bozen", appartenente alla Ordnungspolizei (polizia d'ordine) e interamente composto da reclute altoatesine. Una bomba di 18 chili, collocata in un carrettino da spazzini, esplose nel momento preciso in cui la compagnia percorreva via Rasella, provocando la morte di 33 soldati e due civili, tra cui un bambino di 12 anni. Fu il più sanguinoso e clamoroso attentato urbano antitedesco in tutta l'Europa occidentale.
Dopo l'attentato, su ordine di Adolf Hitler e come rappresaglia per l'agguato di via Rasella, Kappler ordinò l'esecuzione di ostaggi italiani (nel numero di dieci italiani per ogni soldato tedesco ucciso), da fucilare nelle cave delle Fosse Ardeatine, nella zona extraurbana della Capitale. Lì i condannati arrivarono intorno alle ore 15 del 24 marzo e, condotti nelle grotte a gruppi di cinque, vennero trucidati con dei colpi di fucile alla nuca. Al termine dell'esecuzione di massa l'entrata delle cave venne fatta crollare con dell'esplosivo.
Le persone uccise alla fine furono complessivamente 335, cinque in più rispetto al numero stabilito dallo Stato Maggiore tedesco, a causa di un errore dello stesso Priebke che « [...] preposto alla direzione dell'esecuzione e al controllo delle vittime, nella frenetica foga di effettuare l'esecuzione con la massima rapidità, non s'accorse che esse erano estranee alle liste fatte in precedenza.» Tra le vittime dell'eccidio ci furono anche malati, vecchi, minorenni, oltre a 75 ebrei romani.
Oltre a partecipare alla fucilazione "cagionando direttamente la morte di due persone", come vicecomandante del quartier generale della Gestapo a Roma, Priebke redasse personalmente la lista di coloro che sarebbero stati uccisi. Trascorse l'intera notte prima dell'eccidio a scorrere i registri in cui erano schedati i sospetti fiancheggiatori delle forze di Resistenza e, per rastrellare gli ostaggi considerati "meritevoli di morte", arrestò anche diversi prigionieri politici precedentemente incarcerati con deboli prove a loro carico e in base agli accordi precedentemente presi da Kappler con i suoi superiori.
(Erich Priebke, da un'intervista a la Repubblica)
Secondo alcuni storici, Priebke sarebbe responsabile anche di aver impartito l'ordine che determinò l'eccidio de La Storta, ovvero l'assassinio con un colpo di pistola alla testa di 14 prigionieri prelevati dalla famigerata prigione di via Tasso di Roma, in gran parte socialisti appartenenti alle Brigate Matteotti o membri del Fronte militare clandestino, avvenuto nelle campagne appena fuori Roma, al quattordicesimo chilometro della via Cassia, nei pressi della località "La Storta", nel pomeriggio del 4 giugno 1944, proprio mentre le truppe alleate facevano il loro ingresso trionfale nella Capitale italiana. Nell'eccidio perse la vita, tra gli altri, il sindacalista ed ex-deputato socialista Bruno Buozzi.
Il 14 giugno 1944 Priebke divenne ufficiale di collegamento con lo Stato Maggiore della Guardia nazionale repubblicana fascista, con sede a Brescia, partecipando attivamente alle perquisizioni e alle azioni di rastrellamento, allo scopo di individuare le cellule cittadine di supporto ai partigiani che presidiavano le montagne bresciane.
Centinaia di arrestati, appartenenti alla Resistenza o semplici sospetti partigiani catturati dai tedeschi tra la Lombardia e il Veneto, furono catturati e rinchiusi nella prigione di Canton Mombello, per poi essere condotti nel quartier generale tedesco ove Priebke svolgeva - spesso personalmente - gli interrogatori. Come ricorda la staffetta partigiana Agape Nulli, catturata appena diciottenne e reclusa nel carcere bresciano dall'autunno del 1944:

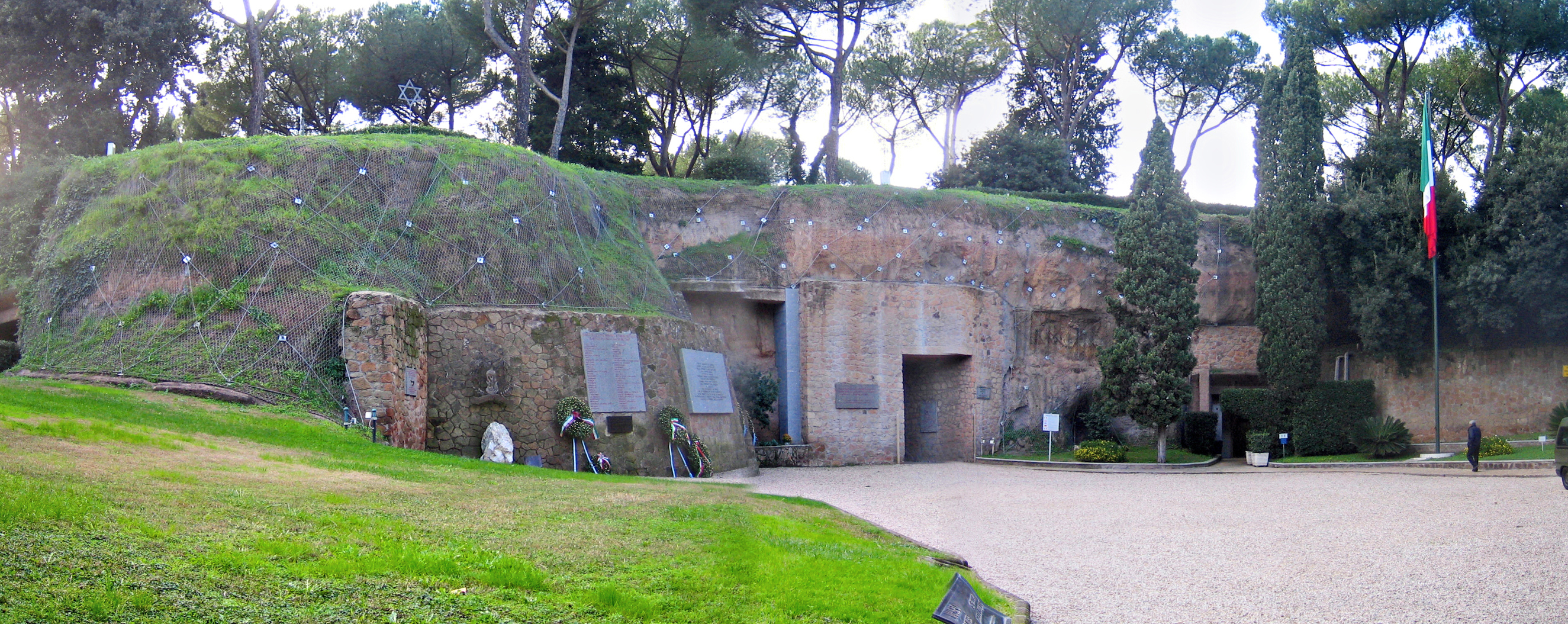
Le Fosse Ardeatine

(Agape Nulli, da un'intervista al Corriere della Sera)

### Dopo la guerra
Il 13 maggio 1945, dopo la resa dell'esercito tedesco, Priebke venne preso prigioniero a Bolzano con gli altri militari e ufficiali della sua compagnia che accompagnavano l'Obergruppenführer Karl Wolff, comandante delle SS in Italia. Internato nella prigione di massima sicurezza di Ancona, una struttura speciale dove venivano reclusi gli ufficiali indiziati per crimini di guerra, il 31 marzo 1946 venne portato al campo 209 di Afragola, un centro alle porte di Napoli custodito dagli inglesi e infine venne spostato nel campo di prigionia di Rimini.
Il 31 dicembre 1946 Priebke riuscì a fuggire dal campo di Rimini: approfittando dei festeggiamenti di fine anno, eluse la guardia dei militari britannici e polacchi di stanza nel campo e, assieme ad altri quattro commilitoni, si rifugiò nel vescovado di Rimini.
(Erich Priebke, da un'intervista a la Repubblica)
Dal 2 gennaio 1947 fino all'ottobre del 1948 Priebke visse in Alto Adige, a Vipiteno, assieme alla moglie Alicia Stoll e ai figli Jorge (nato nel 1940) e Ingo (nato nel 1942). Qui, grazie all'assistenza di alcuni preti altoatesini, quali Johann Corradini, parroco di Vipiteno, e Franz Pobitzer, di Bolzano, ma anche del Vicario generale della diocesi di Bressanone Alois Pompanin, ricevette il battesimo cattolico.
(Erich Priebke, da un'intervista a La Repubblica)
Attraverso le sue conoscenze all'interno degli uffici del comune di Termeno e nella Croce Rossa Internazionale, Pompanin poté aiutare alcuni gerarchi tedeschi in fuga verso il Sud America, procurando loro documenti di identità falsi. E così, come per Adolf Eichmann nel giugno del 1948, anche per Priebke si operò affinché potesse ottenere una falsa identità, quella di un direttore di albergo lettone, apolide e optante, di nome Otto Pape (vedi ratline). Priebke però riprese la propria identità una volta stabilitosi in Argentina, variando solamente il suo nome da Erich Priebke a Erico Priebke.
Il 13 settembre 1948 venne quindi ribattezzato dal parroco Johann Corradini, su disposizione formale del vescovo di Bressanone Geisler, e si convertì al cattolicesimo, condizione essenziale affinché lui e la sua famiglia ottenessero il passaporto falso necessario per la fuga all'estero. A spedirglieli fu il vescovo Alois Hudal. Come viene riportato nel registro battesimale: «Con riguardo all'accoglimento nella Chiesa cattolica del signor Priebke Erich, lo stesso viene battezzato per una seconda volta dal parroco Johann Corradini sub conditione». Si imbarcò quindi dal porto di Genova sulla nave San Giorgio e, pochi giorni dopo il Natale del 1948, sbarcò in Argentina, a Río de la Plata.
Da lì, nel 1949, si spostò a San Carlos de Bariloche, una cittadina 1 750 chilometri a sud ovest di Buenos Aires, ai piedi delle Ande, dove rimase per quasi mezzo secolo con sua moglie Alicia nella casa al numero 167 della Calle 24 de Septiembre. Nei primi anni di permanenza Priebke aprì un negozio di alimentari, per poi diventare in seguito direttore della scuola «Primo Capraro» di San Carlos de Bariloche. Priebke tornò comunque più volte in Europa, sia in Germania (come ad esempio nel 1978, in occasione del funerale di Herbert Kappler), sia in Italia, nel 1980, dove in compagnia di sua moglie visitò alcune città italiane come Roma, Sorrento e Rapallo.

### L'intervista alla ABC e l'estradizione
Nel mese di aprile del 1994 la troupe del programma Prime Time Live dell'emittente statunitense ABC, guidata dal giornalista Sam Donaldson, su segnalazione del Centro Simon Wiesenthal, si presentò alla porta dell'abitazione di Juan Mahler, ovvero Reinhard Kopps, il militare tedesco che nel 1946 aveva aiutato Priebke a scappare dal campo di detenzione britannico di Rimini. Davanti alle prove scritte mostrategli dai giornalisti americani, Kopps cedette e fornì nome e indirizzo di Priebke.
La mattina del 6 maggio 1994 la troupe si precipitò su Priebke non appena egli finì il proprio turno di lavoro nella scuola «Primo Capraro» di San Carlos de Bariloche, cogliendolo di sorpresa mentre stava entrando nella sua auto e riuscendo così a fargli una breve intervista: «Signor Priebke, Sam Donaldson, televisione americana [...] è lei Erich Priebke?», chiede il giornalista, «Sì», risponde tranquillamente lui. Il giornalista fece diverse domande alle quali egli rispose senza problemi, dicendo per esempio di non esser mai stato contro gli ebrei e di non averne mai fatto deportare alcuno e che considerava quanto accaduto alle Fosse Ardeatine una tragedia. In successive interviste televisive confermerà comunque di aver dovuto sparare a due delle 335 vittime delle Fosse Ardeatine, specificando che però si era limitato semplicemente a eseguire gli ordini e che essendo un militare era obbligato a eseguirli. Non si mostrò per nulla pentito dinnanzi al giornalista americano sostenendo poi che in guerra bisogna eseguire solo gli ordini. Negò sempre nell’intervista di aver ucciso, alle Fosse Ardeatine, anche dei minori.
A causa della sua età avanzata e del suo stato di salute, le autorità argentine decisero, in un primo momento, il non doversi procedere con l'arresto, optando invece, l'8 maggio successivo, per la misura degli arresti domiciliari nella sua casa di Bariloche. Il 9 maggio le autorità italiane inoltrarono la richiesta di estradizione ai giudici della Corte suprema argentina, richiesta che venne quindi accolta il 2 novembre del 1995.
Il 21 novembre del 1995 Priebke arrivò in Italia, dove venne recluso nel carcere militare di Forte Boccea a Roma e subito interrogato dal procuratore militare Antonino Intelisano. Contrariamente a quanto aveva fatto dopo la sua cattura, quando si era rifiutato di parlare con lo stesso PM recatosi personalmente in Argentina per la rogatoria internazionale, Priebke decise di collaborare con i magistrati italiani, pur senza affrontare, almeno inizialmente, i punti cruciali sostenuti dell'accusa.

### I processi e le condanne
Il 7 dicembre 1995 si svolse a Roma l'udienza preliminare nel procedimento contro l'ex capitano nazista; la Procura militare chiese per Priebke il rinvio a giudizio per crimini di guerra e l'imputazione per «concorso in violenza con omicidio continuato in danno di 335 cittadini italiani» per i fatti accaduti presso le Fosse Ardeatine il 24 marzo del 1944. L'udienza però terminò con un rinvio, a seguito della remissione della causa alla Corte Costituzionale sulla questione circa la possibilità di ammettere nel processo militare la costituzione in giudizio delle parti civili, in analogia a quanto previsto nel processo penale ordinario, su istanza del difensore delle parti offese, l'Avvocato Pietro Nicotera.

Erich Priebke durante il processo (1996)

Con sentenza n. 60 del 22 febbraio 1996 la Corte Costituzionale dichiarò incostituzionale la norma del codice penale militare di pace che escludeva la costituzione di parte civile delle vittime di un danno derivante da reato punito da detto codice. Pertanto il processo a carico di Priebke e Hass riprese; il 28 marzo 1996 venne fissata la nuova udienza preliminare, che si svolse il successivo 3 aprile e si concluse con il rinvio a giudizio dell'imputato, nonostante questi si fosse proclamato innocente.
L'8 maggio 1996, all'interno del Tribunale Militare di viale delle Milizie a Roma, ebbe inizio il processo.
Il 1º agosto 1996 il Tribunale militare, pur riconoscendo la responsabilità dell'imputato, ritenne che allo stesso si dovessero applicare le attenuanti generiche, dichiarò di «non doversi procedere, essendo il reato estinto per intervenuta prescrizione», e ordinò l'immediata scarcerazione dell'imputato. La sentenza suscitò le proteste dei parenti delle vittime delle Fosse Ardeatine, che si ribellarono insieme con la comunità ebraica di Roma, che diede vita a una manifestazione, guidata dal presidente Riccardo Pacifici, che costrinse i giudici a restare assediati in aula fino a notte fonda. In seguito Priebke denunciò Pacifici per sequestro di persona, perdendo però la causa e venendo condannato al pagamento delle spese processuali. La sentenza di assoluzione in realtà non venne poi mai eseguita: il giorno successivo alla sentenza, infatti, Priebke venne nuovamente arrestato per una richiesta di estradizione presentata dalla Germania.
Il 15 ottobre 1996 la Corte di cassazione dichiarò nulla la sentenza del Tribunale militare, ricusando il presidente Quistelli poiché si era espresso sull'oggetto del procedimento prima dell'inizio del procedimento stesso e dispose quindi un nuovo processo a carico di Priebke. Il 10 febbraio 1997, dopo una lunga disputa giurisdizionale, la Corte decise che spettava al Tribunale militare di Roma (con una nuova composizione, dopo la ricusazione di Quistelli) giudicare l'imputato.
Il 14 aprile 1997, nell'aula bunker del carcere di Rebibbia, ebbe inizio il nuovo processo militare a Erich Priebke e all'altro ex ufficiale delle SS, Karl Hass, per la strage delle Fosse Ardeatine. Il 27 giugno il Pubblico Ministero concluse la sua requisitoria con la richiesta di un verdetto di colpevolezza e della pena dell'ergastolo. Al contrario, secondo il collegio di difesa di Priebke, presieduto dall'avvocato Carlo Taormina e comprendente anche l'avvocato Velio Di Rezze e l'imprenditore Paolo Giachini (come consulente e procuratore legale, legale di Priebke dal 2005 quando si iscrisse all'ordine degli avvocati), questi non sarebbe stato punibile perché «ubbidì a un ordine da lui ritenuto legittimo e per questo dopo tanti anni non si è pentito, ma ha valutato il fatto come un orrore»; inoltre, sempre secondo la difesa, Priebke non avrebbe potuto essere processato, in quanto i suoi parigrado furono assolti per lo stesso reato nel processo a Herbert Kappler del 1948, essendo loro riconosciuta la scriminante di adempimento di un dovere, data dall'obbedienza assoluta agli ordini diretti di Hitler che caratterizzava la forma mentis delle SS, e dalla consuetudine bellica. Il solo Kappler fu condannato, all'ergastolo, per eccesso di rappresaglia (fucilò di sua iniziativa 5 ostaggi in più). Questa scriminante, in relazione ai cambiamenti di sensibilità giurisprudenziale, non sarà concessa a Priebke.
La sentenza venne emessa il 22 luglio 1997: Priebke fu dichiarato colpevole e condannato a 15 anni di reclusione, in parte condonati (dieci anni per effetto dell'amnistia generale del 1945) o già scontati (i tre anni e quattro mesi del suo arresto preventivo in Argentina). Nella sentenza di condanna, i giudici del Tribunale militare di Roma sancirono comunque l'imprescrittibilità dei reati per i crimini di guerra e ritennero Priebke «colpevole di omicidio aggravato (dalla crudeltà e dalla premeditazione) e continuato» commesso «in danno di 335 persone».
Contro la sentenza del 22 luglio 1997 ricorsero in appello sia la Procura militare, con a capo Antonino Intelisano, sia i difensori dei due imputati; il processo d'appello ebbe inizio il 27 gennaio 1998, nell'aula bunker del Foro Italico, sempre a Roma.
Il 7 marzo 1998, la Corte d'appello militare accolse le richieste del pubblico ministero e, dopo otto ore di camera di consiglio, riformando la sentenza di primo grado, sentenziò la condanna all'ergastolo sia per Priebke che per Hass.
L'ultima sentenza, che chiuse l'iter processuale contro l'ex capitano delle SS, fu emanata il 16 novembre 1998, quando la Corte di cassazione si pronunciò per la conferma definitiva della condanna all'ergastolo. Dopo quattro ore di camera di consiglio la prima Sezione penale della Cassazione, respingendo i ricorsi dei difensori, confermò la sentenza emessa il 7 marzo precedente dalla Corte d'appello militare di Roma.
Pochi mesi dopo, anche a causa della sua età avanzata, a Priebke venne concesso di scontare la pena in regime di detenzione domiciliare in un appartamento di 100 m² a Roma, di proprietà dell'avvocato Paolo Giachini, che lo assistette anche personalmente negli ultimi anni di vita..

### Gli arresti domiciliari
La vicenda giudiziaria suscitò un grande interesse nell'opinione pubblica: la distanza temporale dagli eventi non attenuò in nessun modo la tensione e i sentimenti di inquietudine sociale che spesso sfociarono in vere e proprie sollevazioni popolari come dopo la prima sentenza di assoluzione. E lo stesso atteggiamento di alcuni politici, di taluni esponenti dell'allora governo italiano (come, ad esempio, la polemica tra il legale di Priebke, Velio Di Rezze, e il Ministro di Grazia e Giustizia Giovanni Maria Flick) e di certi intellettuali suscitarono critiche e perplessità in alcune fasce dell'opinione pubblica.

Il giornalista Indro Montanelli, in una lettera scritta nella primavera del 1996 (epoca della prima condanna di Priebke a 15 anni di reclusione), pur ricordando come la strage delle Ardeatine fosse costata la vita a due suoi «vecchi e cari amici», espresse dei dubbi sulla liceità del processo e di un'eventuale condanna dell'ex ufficiale tedesco: 
(Indro Montanelli)
Sia l'opinione di Montanelli, secondo cui Priebke non avrebbe potuto rifiutarsi di "eseguire l'ordine" senza rischi per sé (ripresa dalla difesa dello stesso ex capitano, per il quale il suo superiore Schutz avrebbe detto ai soldati «Chi non vuole sparare, si metta dalla parte degli ostaggi»), sia l'altra asserzione del giornalista, secondo cui la strage delle Fosse Ardeatine fu commessa in base a presunte "leggi di guerra" che avrebbero "imposto" o permesso la rappresaglia, sono però entrambe direttamente contestate dalle risultanze processuali. I giudici sentenziarono che Priebke avrebbe avuto il dovere di disobbedire a un ordine palesemente criminoso, "avente ad oggetto l'esecuzione di un barbaro eccidio in danno di prigionieri inermi, in violazione sia del diritto bellico che dei più elementari princìpi umanitari dello ius gentium"; che invece Priebke collaborò attivamente all'eccidio in tutte le sue fasi con piena convinzione, con zelo e con adesione cosciente e deliberata, cosicché non si può neanche parlare di un ordine a lui impartito, bensì di un vero e proprio "accordo criminoso", fra lui e gli altri ufficiali delle SS, finalizzato a realizzare l'eccidio; che, d'altra parte, su di lui non fu esercitata alcuna minaccia né coazione psicologica da parte dei suoi superiori, e che nessun immediato pericolo di vita lo sovrastava qualora si fosse rifiutato di partecipare alla strage. Altri che aderirono all'opinione di Montanelli o difesero la posizione legale di Priebke furono Vittorio Feltri, Vittorio Sgarbi, Guido Ceronetti, Anna Maria Ortese e Massimo Fini.
Nel 2003 il senatore di Alleanza Nazionale Antonio Serena, propose un provvedimento di grazia per Priebke (poiché, secondo lui, concedere la grazia ad Adriano Sofri - riferendosi a un dibattito politico molto vivo in quegli anni - ma non a Priebke sarebbe stata "un'inaccettabile discriminazione verso i tedeschi"), per poi inviare a tutti i parlamentari una videocassetta intitolata Guai ai vinti a sostegno dell'ex SS, con allegata copia del libro di Priebke e Giachini intitolato Autobiografia. «Vae victis» (edita da Uomo e Libertà), atto che gli costò l'espulsione dal suo partito.
Il 12 giugno 2007 l'Ufficio di Sorveglianza Militare concesse a Priebke il permesso per uscire di casa "per recarsi al lavoro" presso lo studio del suo avvocato, decisione che, il 18 giugno successivo, fu contestata da alcuni dimostranti della Comunità Ebraica romana che protestarono davanti all'abitazione di residenza di Priebke e davanti allo studio del suo avvocato Paolo Giachini, sede anche dell'Associazione Uomo e Libertà, sita a Roma in via Panisperna. Quello stesso giorno il giudice Isacco Giorgio Giustiniani decise di revocare il permesso di lavoro precedentemente concesso, in quanto Priebke aveva omesso di comunicare alle autorità gli orari e le modalità dei suoi spostamenti per recarsi al lavoro. Il 23 novembre 2007 la prima sezione penale della Cassazione, accogliendo il ricorso del procuratore militare di Roma Antonino Intelisano, decise di confermare la revoca del permesso lavorativo.
Nel maggio 2008 Priebke venne invitato a presiedere la giuria del concorso di bellezza Star of Year come presidente onorario. Priebke venne chiamato dall'organizzatore del concorso, l'imprenditore Claudio Marini, noto alle cronache in seguito anche per essere stato arrestato nel 2020 e condannato nel 2023, in primo grado, a 11 anni e 9 mesi di reclusione per violenza sessuale su 12 aspiranti giovanissime attrici. L'iniziativa suscitò molte polemiche e, alla fine, il 12 settembre dello stesso anno Priebke riuscì a presiedere la tappa finale del concorso di Gallinaro (FR), ma solo in via telematica, dato che non gli furono revocati gli arresti domiciliari.
Nel 2009 gli venne concesso il permesso, per alcune ore alla settimana, di uscire dalla sua abitazione romana "per fare la spesa, andare a messa, in farmacia" e affrontare "indispensabili esigenze di vita", concessione che venne resa nota solo nel mese di ottobre del 2010. Durante le sue uscite Priebke venne sempre comunque scortato costantemente dalle forze dell'ordine, soprattutto per tutelare la sua incolumità, "per quanto nelle sue uscite Priebke non sia mai stato oggetto di offese o, peggio, azioni violente."
Nel luglio del 2013, in concomitanza con il suo centesimo compleanno, su alcuni muri di Roma apparvero alcune scritte e svastiche inneggianti all'ex capitano delle SS: «Dio stramaledica i tuoi accusatori», firmati dalla sedicente sigla Comunità militante Tiburtina, «Auguri Priebke» e «Priebke eroe», quest'ultima apparsa nei pressi della sede dell'Associazione Nazionale Partigiani d'Italia. Sotto la sua abitazione alcuni manifestanti, muniti di bandiere con la stella di David, esposero manifesti e volantini con scritte contro Priebke: "Lui può festeggiare il suo compleanno, le sue vittime no" e "Quando si è assassini l'età non conta. Diciamo no alle feste di compleanno per l'assassino nazista". Anche a Bolzano, da un balcone di una casa privata di un condominio di via Glorenza, venne esposto uno striscione con la scritta «29 luglio 1913, 29 luglio 2013. Alles Gute, capitano».

### La morte
Erich Priebke è morto all'età di 100 anni l'11 ottobre 2013. Venne rinvenuto privo di vita, all'ora di pranzo, sul divano della sua abitazione di via Cardinal Sanfelice a Roma. Lo stesso giorno il suo legale Paolo Giachini rivelò l'esistenza di un'intervista scritta e di un video "testamento umano e politico" realizzati dall'ex capitano delle SS nei giorni a cavallo del suo centesimo compleanno e in cui Priebke, tra le altre cose, rivendicava con orgoglio il suo passato, sostenendo che l'attentato di via Rasella, operato dai Gruppi di Azione Patriottica comunisti, fosse stato perpetrato con l'intento di provocare una rappresaglia "che avrebbe potuto scatenare una rivolta della popolazione" e negava l'evidenza dell'Olocausto. Ribadiva poi le sue linee di difesa abituali: aver obbedito agli ordini irrifiutabili del Führer e aver ucciso personalmente due ostaggi in ossequio alle leggi di rappresaglia, ma che quella fu "una tragedia" che lo avrebbe ossessionato a vita, concludendo il video con la dichiarazione letta al processo nel 1996: 
 Secondo l'avvocato Giachini, Priebke avrebbe espresso privatamente pentimento confessandosi con un sacerdote, inviando una lettera a papa Giovanni Paolo II (alla quale il pontefice rispose) e incontrando alcuni familiari delle vittime, ma viene smentito da Giulia Spizzichino, membro della comunità ebraica romana e parente di vittime delle Fosse Ardeatine e di Auschwitz. Sempre secondo il legale, avrebbero concesso il perdono a Priebke e firmato la domanda di grazia per l'ex SS alcuni figli e parenti delle vittime, tra cui il nipote di don Pietro Pappagallo e la figlia del colonnello Giuseppe Cordero Lanza di Montezemolo.
Nei giorni seguenti la sua morte, la sua salma venne tenuta nell'obitorio del Policlinico Gemelli di Roma poiché il sindaco capitolino Ignazio Marino, d'accordo con la questura e il prefetto, vietò l'uso di qualsiasi spazio pubblico della città per lo svolgimento del rito funebre.
Il 15 ottobre 2013, giorno in cui si sarebbero dovuti celebrare i suoi funerali, dopo il diniego del Vicariato di Roma allo svolgimento delle esequie nelle chiese della Capitale, la salma venne traslata presso l'istituto Pio X dei padri lefebvriani ad Albano Laziale (RM). La FSPPX ha giustificato la celebrazione delle esequie argomentando che Priebke si era convertito al cattolicesimo nel dopoguerra, frequentando la Messa e ricevendo i sacramenti della Confessione e dell'Eucaristia, oltre ad aver dato ripetuti segni esteriori di pentimento per i crimini compiuti.
Dopo una giornata di proteste, con il carro funebre colpito con calci e pugni e un prete lefebvriano aggredito, e di scontri tra esponenti di destra e manifestanti contrari alla cerimonia, la stessa venne quindi sospesa. Le esequie furono celebrate in serata dai sacerdoti lefebvriani presso la chiesa dell'Istituto San Pio X e, nella notte, la salma venne trasportata all'aeroporto militare di Pratica di Mare; a causa delle proteste, i parenti di Priebke non hanno potuto prendere parte ai funerali.
Dopo diverse polemiche scoppiate per la sua sepoltura (rifiutata sia dall'Argentina sia dalla Germania), la salma di Priebke è stata tumulata in un luogo segreto, secondo voci in un carcere, con sulla croce soltanto un codice identificativo, per evitare profanazioni da parte di contestatori o che divenisse un luogo di pellegrinaggio per i neonazisti. Secondo alcuni, da alcune foto pubblicate nel 2013 su la Repubblica in un articolo del direttore Ezio Mauro, dove si parlava di una sepoltura temporanea, si tratterebbe del carcere di Pianosa (chiuso nel 2011), anche se l'ubicazione è stata resa segreto di Stato e il legale di Priebke ha smentito che le foto ritraggano la tomba del suo assistito. Un ex-detenuto della colonia penale di Isili in Sardegna, Evelino Loi (noto anche come ex membro del Movimento Studentesco), sostiene invece che Erich Priebke sia stato sepolto accanto a suo padre, morto in tale penitenziario nel 1947 mentre stava scontando la reclusione per un piccolo furto. La direzione del carcere di Isili ha però negato che Priebke sia stato sepolto sul territorio della colonia, così come il sindaco della cittadina, mentre il legale di Priebke ha deciso di non confermare né smentire. In seguito, nel 2015, con uno scoop giornalistico del giornale L'Espresso si venne a conoscenza che il luogo della tumulazione, anonima, doveva comunque essere presso un camposanto interno a un carcere in disuso, su un'isola; dalle foto del settimanale, si pensava al citato cimitero di Pianosa o a quello del carcere dell'isola di Capraia, abbandonato nel 1986. Secondo il giornalista, Priebke è «sepolto vicino a un medico, morto nel 1942, e a una neonata deceduta durante il parto alla vigilia di Natale di 53 anni fa. E poi alcuni pregiudicati morti in carcere e lasciati lì dai familiari».
Il sacerdote ultratradizionalista, ex lefebvriano e negazionista Florian Abrahamowicz ha celebrato nel 2014 una messa di suffragio in una cappella privata di una villetta di Paese (TV), alla quale ha partecipato l'allora sindaco leghista del comune di Resana, Loris Mazzorato.

### Memorie
- Erich Priebke, Paolo Giachini, Autobiografia. Vae victis, Roma, Priebke-Associazione Uomo e Libertà, 2003, ISBN 88-901009-0-7.